# J. J. Gerndt
J. J. Gerndt, eigentlich Joachim Jurij Gerndt, (* 1959 in München) ist ein deutscher Filmkomponist.

## Leben
Gerndt studierte von 1980 bis 1985 am Berklee College of Music in Boston unter anderem Jazz- und Filmkomposition. Seit 1986 komponiert er für Filme und Fernsehproduktionen die Filmmusik. Zudem war er im Werbebereich tätig. Der Werbespot Hands (John Player Special), für den Gerndt die Musik komponiert hatte, wurde 1993 bei den Cannes Lions mit einem Silver Lion im Bereich Film ausgezeichnet.

## Filmografie (Auswahl)
- 1997: Kidnapping – Ein Vater schlägt zurück
- 1997: Polizeiruf 110: Der Fremde
- 1997: Tatort – Liebe, Sex, Tod
- 1997: Tatort – Der Teufel
- 1998: Tatort – Gefallene Engel
- 1998: Tatort – In der Falle
- 1999: Tatort – Starkbier
- 2000: Tatort – Einsatz in Leipzig
- 2000: Tatort – Einmal täglich
- 2000: Tatort – Von Bullen und Bären
- 2001: Lieber Brad
- 2001: Tatort – Trübe Wasser
- 2001: Tatort – Totenmesse
- 2001: Wilsberg und der Schuss im Morgengrauen
- 2002: Tatort – Der Fremdwohner
- 2002: Tatort – Totentanz
- 2003: Tage des Sturms
- 2003: Tatort – Im Visier
- 2003: Tatort – Väter
- 2004: Tatort – Herzversagen
- 2005: Tatort – Tiefer Fall
- 2006: Bettis Bescherung
- 2007: Tatort – Der Finger
- 2007: Tatort – Die dunkle Seite
- 2009: Schneewittchen
- 2009: Tatort – Das Mädchen Galina
- 2009: Tatort – Um jeden Preis
- 2010: Das geteilte Glück
- 2011: Tatort – Tod einer Lehrerin
- 2012: Tatort – Tote Erde